# Países Bajos en los Juegos Olímpicos de Roma 1960
Los Países Bajos estuvieron representados en los Juegos Olímpicos de Roma 1960 por un total de 110 deportistas que compitieron en 13 deportes.  
El portador de la bandera en la ceremonia de apertura fue el jugador de hockey sobre hierba Jan Willem van Erven Dorens.

## Medallistas
El equipo olímpico neerlandés obtuvo las siguientes medallas:
| Nombre             | Deporte  | Competición      |
| ------------------ | -------- | ---------------- |
| Oro                |          |                  |
| —                  |          |                  |
| Plata              |          |                  |
| Marianne Heemskerk | Natación | 100 m mariposa F |
| Bronce             |          |                  |
| Tineke Lagerberg   | Natación | 400 m libre F    |
| Wieger Mensonides  | Natación | 200 m braza M    |